# Unidad periférica de Kilkís
Kilkís es una unidad periférica de Grecia, en la periferia de Macedonia Central. El territorio de la prefectura fue controlado por el Imperio otomano hasta la primera guerra de los Balcanes (1912) cuando pasó a manos de Bulgaria. El ejército griego se hizo con el área tras la segunda guerra de los Balcanes (1913). Kilkís formó parte de la prefectura de Tesalónica hasta 1939. Hasta el 1 de enero de 2011 fue una de las 51 prefecturas en que se dividía el país.

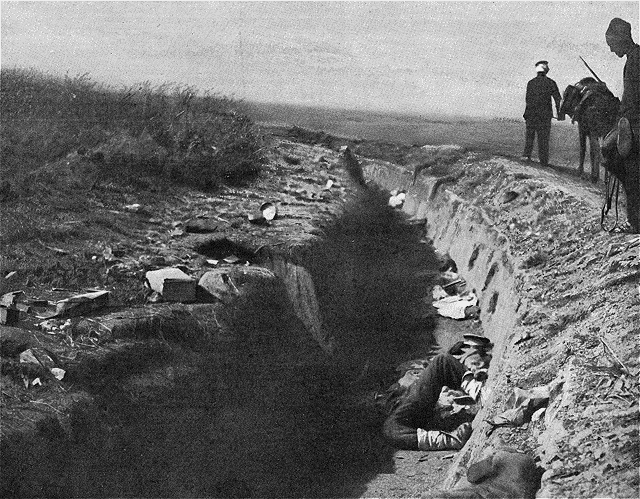
Trinchera búlgara vacía tras la batalla de Kilkís-Lahanas

## Municipios
Desde 2011 se divide en 2 municipios:
- Kilkís
- Peonia